# Libéria
Libéria war eine französische Automarke.

## Unternehmensgeschichte
Das Unternehmen G. Dupont aus Le Plessis-Trévise begann 1900 mit der Produktion von Automobilen, die als Libéria vermarktet wurden. 1902 endete die Produktion.

## Fahrzeuge
Im Angebot standen drei Modelle. Für den Antrieb sorgte Einbaumotoren von Aster. Die Motorleistungen betrugen 5 PS, 6,5 PS und 12 PS.
Die Fahrzeuge nahmen 1900 am Autorennen Berlin–Aachen, 1901 an den Autorennen Paris–Bordeaux und Paris–Berlin sowie 1902 am Autorennen Paris–Wien teil.
Soweit bekannt, existieren noch zwei Fahrzeuge dieser Marke. Eines davon bot das Auktionshaus Bonhams am 2. November 2018 auf einer Auktion an und erwartete einen Preis von 135.000 bis 160.000 Euro.